# Dithella javana
Dithella javana är en spindeldjursart som först beskrevs av Albert Tullgren 1912.  Dithella javana ingår i släktet Dithella och familjen Tridenchthoniidae. Inga underarter finns listade i Catalogue of Life.